# Himmel oder Hölle
Himmel oder/und Hölle (kurz HoH, regional auch Pfeffer und Salz genannt) ist ein Fingerspiel, das bei Kindern sehr beliebt ist. Es wird aus einem quadratischen Blatt Papier gefaltet und anschließend in den Farben Blau (für Himmel) und Rot (für Hölle) so angemalt, dass man, wenn man es öffnet – was über zwei Achsen möglich ist – entweder in den „Himmel“ oder in die „Hölle“ blickt. HoH-Spiele sind besonders in Kindergärten als Bastelarbeiten beliebt.

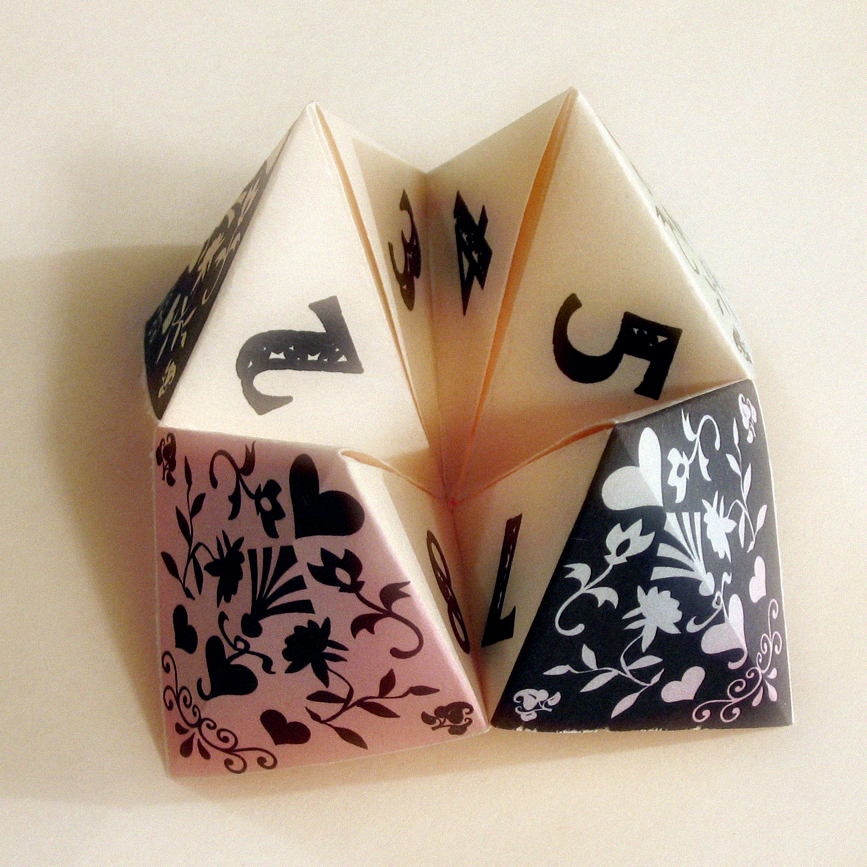
Die Bastelei als kindliches Wahrsageinstrument (Kaleidozyklus)

Dieses Faltspiel ist nicht zu verwechseln mit dem Hüpfspiel Himmel und Hölle.

## Verbreitung des Himmel-oder-Hölle-Spiels
Andere Formen des Spiels sind im Fernen Osten (Japan, Nord- und Südkorea, China) bekannt.
Im deutschsprachigen Teil der Schweiz ist dieses nach wie vor beliebte Fingerspiel als „Schnipp-Schnapp“ bekannt und die Spielweise unterscheidet sich ein wenig von der hier beschriebenen klassischen Himmel-oder-Hölle-Variante.

## Bauanleitung
Falttechnik

Faltanleitung

Als Grundlage dient ein quadratisches Blatt Papier. Dessen Ecken werden jeweils bis zur Mitte des Blattes hin gefaltet. Dann dreht man das Blatt so um, dass die Seite mit den zur Mitte hin gefalteten Ecken nach unten schaut. Nun wiederholt man den Vorgang und faltet erneut (die jetzigen) Ecken zur Mitte hin. Anschließend faltet man dasselbe Blatt einmal entlang der x-Achse. Dann faltet man es wieder zurück (nur den letzten Schritt) und faltet das Ganze nochmals, diesmal jedoch um die y-Achse. Nun haben sich die „Fingerkammern“ gebildet, die jetzt nur noch „ausgebeult“ werden müssen. Dazu fährt man mit Daumen, Zeige-, Mittel- und Ringfinger jeweils in eine dieser „Fingerkammern“.
Bemalung
Man legt das Himmel-oder-Hölle-Spiel zusammen und dreht es auf die Seite, auf der sich die diagonalen Faltlinien befinden. Diese Diagonalen unterteilen das Himmel-oder-Hölle-Spiel in vier gleichschenklige Dreiecke. Nun muss man jeweils die Dreiecke gleich anmalen, die sich einander gegenüberliegen. Als Farben werden üblicherweise blau und rot verwendet. Abschließend fährt man wieder mit den Fingern in die „Fingerkammern“ und fertig ist das Himmel-oder-Hölle-Spiel. Die Qualität hängt von der Genauigkeit beim Falten ab.

## Spielidee
Hat man ein fertiges Himmel-oder-Hölle-Spiel zur Hand, benötigt man zum Spielen noch einen Partner. Einer der beiden Spielteilnehmer muss nun das Himmel-oder-Hölle-Spiel benutzen und es zur Mitte schließen. Anschließend muss das Fingerspiel so oft gedreht werden, bis keiner der beiden Spieler mehr weiß, wo Himmel und wo Hölle ist. Derjenige ohne HoH muss nun erraten, ob der andere in den Himmel oder in die Hölle „kommt“. Dann öffnet derjenige mit HoH dasselbe entweder über die x-Achse oder die y-Achse. Ist der so entstandene „Schlund“ blau, kommt der Spieler in den Himmel, ist er jedoch rot, in die Hölle.
Bei der unter „Verbreitung“ beschriebenen Variante der deutschsprachigen Schweiz wird der Mitspieler aufgefordert, eine beliebige Zahl zu nennen. Dabei kann der Umfang der Zahlen auch eingeschränkt werden. Das Schnipp-Schnapp wird nun der genannten Zahl entsprechend im Wechsel einmal der x- und einmal der y-Achse entlang geöffnet. Ist die genannte Anzahl erreicht, wird der Mitspieler aufgefordert, einen der zuvor auf den sichtbaren Innenfläche gemalten farbigen Punkte auszuwählen. Daraufhin wird diese Fläche umgeklappt und ein vom Hersteller des Schnipp-Schnapps vorher dahinter aufgeschriebener Spruch kommt zum Vorschein. Dieser muss dann schicksalshaft ertragen  werden.